# Liste der Biografien/Beng
Liste der Biografien |
Portal Biografien |
Personensuche
# |
A |
B |
C |
D |
E |
F |
G |
H |
I |
J |
K |
L |
M |
N |
O |
P |
Q |
R |
S |
T |
U |
V |
W |
X |
Y |
Z |
?
 
Ba |
Be |
Bd |
Bg |
Bh |
Bi |
Bj |
Bl |
Bm |
Bn |
Bo |
Br |
Bs |
Bu |
Bw |
By |
Bz
 
Bea–Beb |
Bec |
Bed |
Bee |
Bef |
Beg |
Beh |
Bei |
Bej |
Bek |
Bel |
Bem |
Ben |
Beo |
Bep |
Beq |
Ber |
Bes |
Bet |
Beu |
Bev |
Bew |
Bex |
Bey |
Bez
 
Bena |
Benb |
Benc |
Bend |
Bene |
Benf |
Beng |
Benh |
Beni |
Benj |
Benk |
Benl |
Benm |
Benn |
Beno |
Benq |
Benr |
Bens |
Bent |
Benu |
Benv |
Benw |
Beny |
Benz
Die Liste der Biografien führt alle Personen auf, die in der deutschsprachigen Wikipedia einen Artikel haben. Dieses ist eine Teilliste mit 122 Einträgen von Personen, deren Namen mit den Buchstaben „Beng“ beginnt.

## Beng
- Beng Hee, Ong (* 1980), malaysischer Squashspieler

### Benga
- Benga (* 1986), britischer Dubstep-Produzent
- Benga, Daniel (* 1972), orthodoxer Theologe
- Benga, Ota († 1916), kongolesischer Pygmäe, der 1906 im Bronx Zoo in einer Völkerschau zur Schau gestellt wurdeOta Benga († 1916)

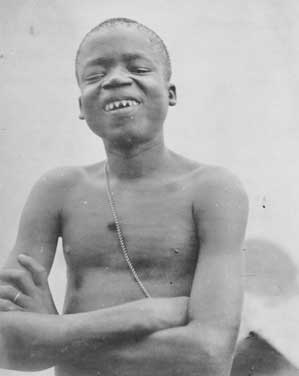
Ota Benga († 1916)

### Bengd
- Bengdara, Farhat (* 1965), libyscher Politiker

### Benge
- Benge, Wilson (1875–1955), britischer Schauspieler
- Bengel, Ernst (1735–1793), württembergischer Superintendent
- Bengel, Ernst Gottlieb (1769–1826), deutscher lutherischer Theologe
- Bengel, Frank (* 1969), deutscher Nuklearmediziner und Hochschullehrer
- Bengel, Friedrich (1892–1985), deutscher Schlosser, Ritter der Bayerischen Tapferkeitsmedaille
- Bengel, Jakob, deutscher Unternehmer
- Bengel, Jakob Friedrich (1817–1878), Schultheiß in Treschklingen und Abgeordneter im Badischen Landtag
- Bengel, Johann Albrecht (1687–1752), deutscher evangelisch-lutherischer Theologe und Hauptvertreter des süddeutschen Pietismus
- Bengel, Manfred (* 1942), deutscher Rechtswissenschaftler
- Bengell, Norma (1935–2013), brasilianische Schauspielerin und Filmregisseurin
- Bengelsdorf, Henry (1901–1955), deutscher Politiker (SPD), MdHB
- Bengelsdorff, Axel (1814–1891), deutscher Arzt
- Bengen, Harm (* 1955), deutscher CartoonistHarm Bengen (* 1955)

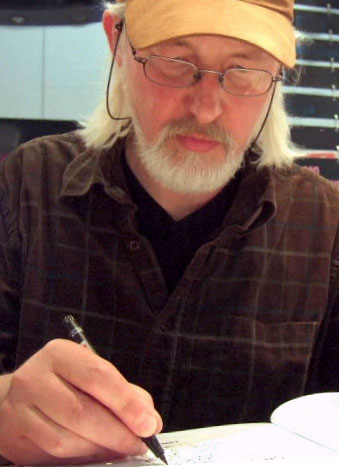
Harm Bengen (* 1955)

- Bengen, Harold (1879–1962), deutscher Maler
- Benger, Christian (* 1962), österreichischer Politiker (ÖVP), Landesrat in Kärnten
- Benger, Elizabeth (1777–1827), englische Biografin, Romanautorin und Dichterin
- Benger, Griffin (* 1985), kanadischer E-Sportler und Pokerspieler
- Benger, Marcel (* 1998), deutscher Fußballspieler
- Bengez, Roman (1964–2013), jugoslawisch-slowenischer Fußballspieler und -trainer

### Bengh
- Benghabrit, Kaddour (1868–1954), muslimischer Geistlicher und Diplomat, Gründer der Großen Moschee von Paris
- Benghabrit-Remaoun, Nouria (* 1952), algerische Politikerin
- Benghanem, Samir (* 1993), niederländischer Handballspieler

### Bengi
- Bengi, Merve Nur (* 1993), türkische Schauspielerin
- Bengie (* 1986), puerto-ricanischer Reggaeton- und R&B-Musiker
- Bengio (* 1993), deutscher Sänger und Songwriter
- Bengio, Yoshua (* 1964), kanadischer InformatikerYoshua Bengio (* 1964)

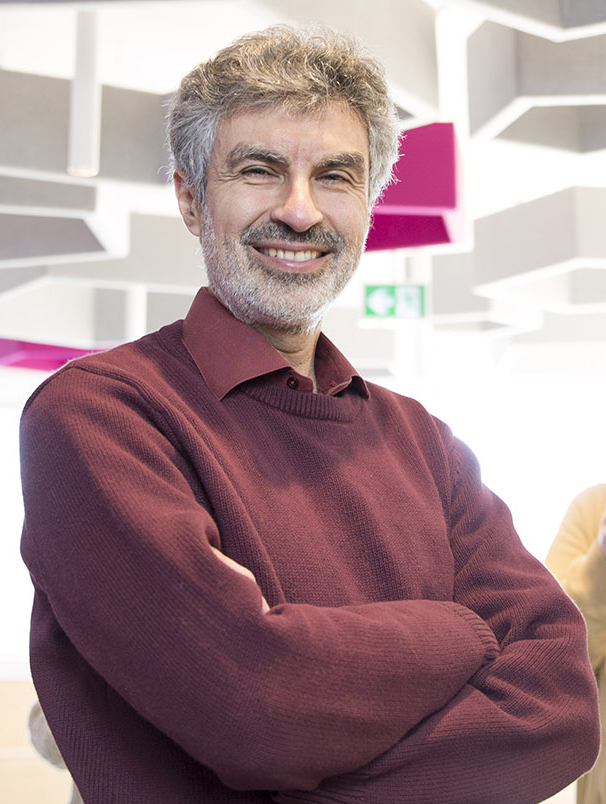
Yoshua Bengio (* 1964)

### Bengl
- Bengl, Karl (1918–2009), deutscher Verwaltungsjurist
- Bengl, Volker (* 1960), deutscher Opernsänger (Tenor)
- Benglis, Lynda (* 1941), US-amerikanische Künstlerin (Skulpturen, Aquarelle, Grafik, Fotografie, Installationen)
- Bengliu, Ioan (1881–1940), rumänischer Generalleutnant

### Bengo
- Bengoa, Izaskun (* 1975), spanische Radrennfahrerin
- Bengoa, Martín (* 1994), spanischer Fußballspieler
- Bengoechea, Eduardo (* 1959), argentinischer Tennisspieler
- Bengoechea, Pablo (* 1965), uruguayischer Fußballspieler
- Bengolea, Pablo Alberto (* 1986), argentinischer Volleyballspieler
- Bengondo, Patrick Alphonse (* 1981), kamerunischer Fußballspieler

### Bengr
- Bengraf, Joseph (1745–1791), deutscher Komponist

### Bengs
- Bengs, Axel (1925–1988), deutscher Grafiker
- Bengs, Carsten (* 1974), deutscher Handballspieler und Handballtrainer
- Bengs, Uwe (* 1943), deutscher Fußballtorwart
- Bengs, Wolfgang (* 1942), deutscher Fußballspieler
- Bengsch, Alfred (1921–1979), deutscher Geistlicher, römisch-katholischer Bischof von Berlin und Kardinal
- Bengsch, Andreas (1953–2017), deutscher Journalist und Buchautor
- Bengsch, Dunja (* 1962), deutsche Schauspielerin
- Bengsch, Gerhard (1928–2004), deutscher Schriftsteller und Drehbuchautor
- Bengsch, Hubert (1926–1995), deutscher Verwaltungswissenschaftler
- Bengsch, Hubertus (* 1952), deutscher Schauspieler und Synchronsprecher
- Bengsch, Peter (* 1954), deutscher Fußballspieler
- Bengsch, Robert (* 1983), deutscher Bahn- und StraßenradrennfahrerRobert Bengsch (* 1983)

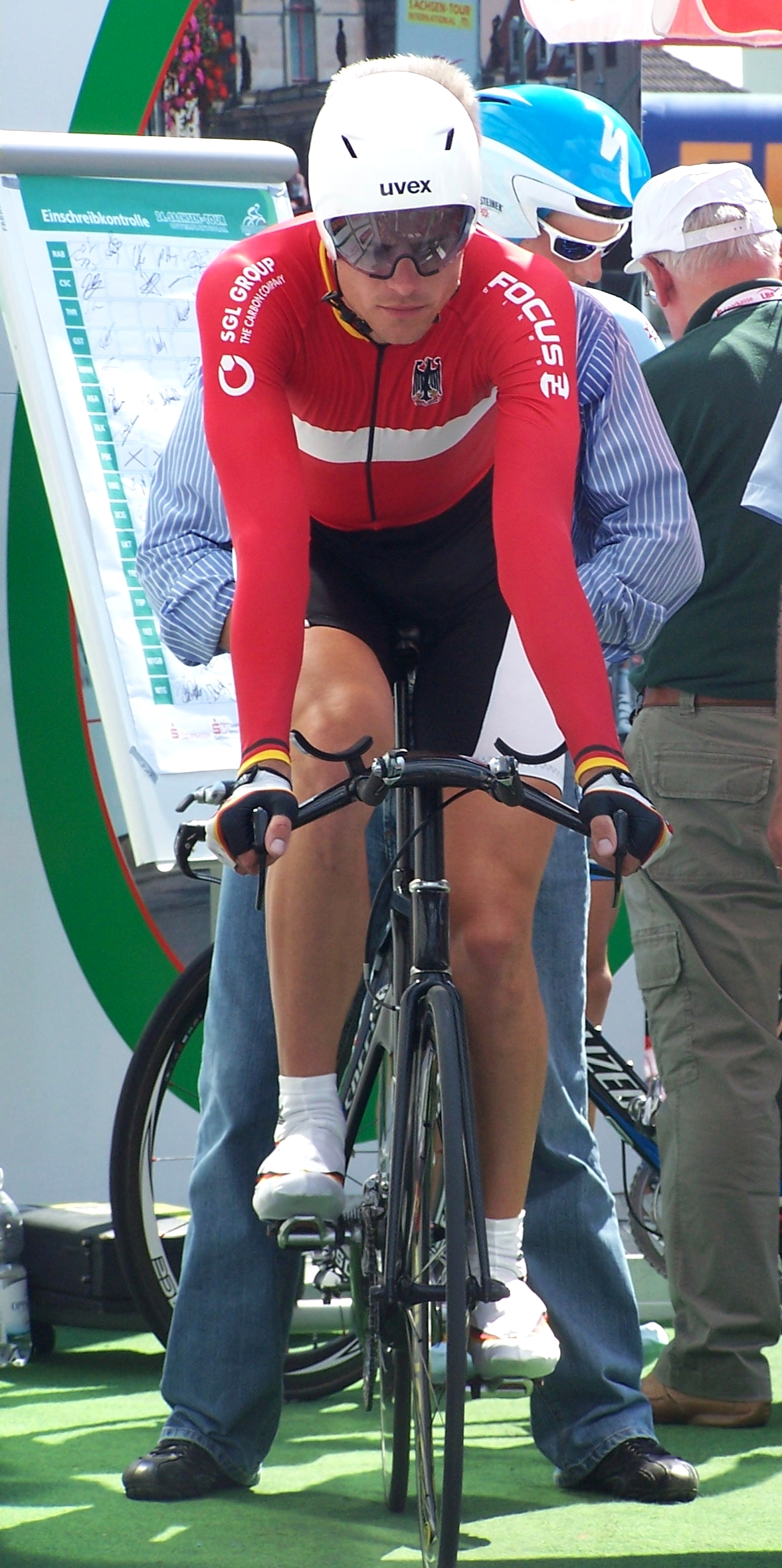
Robert Bengsch (* 1983)

- Bengson, Stephanie (* 1987), australische Tennisspielerin
- Bengston, Billy Al (1934–2022), US-amerikanischer Maler und Bildhauer

### Bengt
- Bengt Snivil, schwedischer Adliger
- Bengtson, Hermann (1909–1989), deutscher Althistoriker
- Bengtson, Ida A. (1881–1952), US-amerikanische Mathematikerin und Bakteriologin
- Bengtson, Jerry (* 1987), honduranischer Fußballspieler
- Bengtson, Kristian von (* 1974), dänischer Architekt
- Bengtson, Margareta (* 1966), schwedische Jazzsängerin und Harfenistin
- Bengtson, Otto (1924–1988), deutscher Kaffeemaschinenerfinder und Unternehmer
- Bengtson, Ove (* 1945), schwedischer Tennisspieler
- Bengtson, Peter (* 1961), schwedischer Komponist und Organist
- Bengtson, Stefan (1947–2024), schwedischer Paläontologe
- Bengtson, Torsten (* 1972), deutscher Boxer
- Bengtsson, Alexander (1995–2016), schwedischer Politiker der Moderata samlingspartiet
- Bengtsson, Allan (1889–1955), schwedischer Hochspringer
- Bengtsson, Angelica (* 1993), schwedische Stabhochspringerin
- Bengtsson, Bengt (1897–1977), schwedischer Turner und Offizier
- Bengtsson, Birgitta (* 1965), schwedische Seglerin
- Bengtsson, Björn (* 1973), schwedischer SchauspielerBjörn Bengtsson (* 1973)

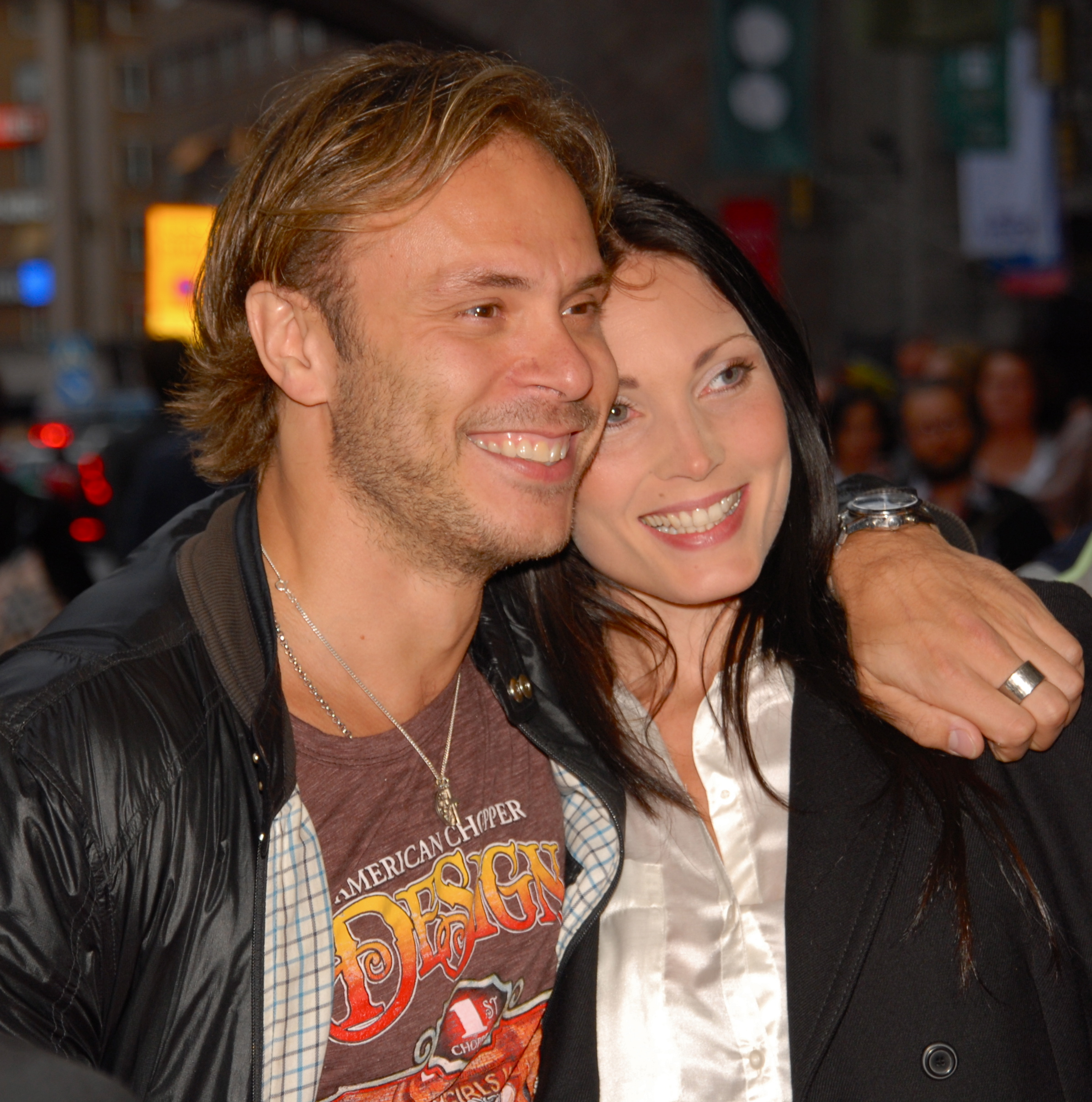
Björn Bengtsson (* 1973)

- Bengtsson, Catrine (* 1969), schwedische Badmintonspielerin
- Bengtsson, Claes (* 1959), schwedischer Eisschnellläufer
- Bengtsson, Erik (* 1928), schwedischer Generalleutnant, Chef des Heeres
- Bengtsson, Erling Blöndal (1932–2013), dänischer Cellist
- Bengtsson, Frans G. (1894–1954), schwedischer Autor und Schachspieler
- Bengtsson, Gösta (1897–1984), schwedischer Segler
- Bengtsson, Gunder (1946–2019), schwedischer Fußballtrainer
- Bengtsson, Gustaf (1886–1965), schwedischer Komponist
- Bengtsson, Helge (1916–2001), schwedischer Fußballspieler
- Bengtsson, Henrik (* 1973), schwedischer Badmintonspieler
- Bengtsson, Inge (1934–2005), schwedischer Fußballspieler
- Bengtsson, Ingemund (1919–2000), schwedischer sozialdemokratischer Politiker, Mitglied des Riksdag
- Bengtsson, Ingvar (1922–2001), schwedischer Mittelstreckenläufer
- Bengtsson, Joel (* 1999), schwedischer Hürdenläufer
- Bengtsson, Jonas T. (* 1976), dänischer Schriftsteller
- Bengtsson, Jörgen (* 1943), schwedischer Fußballspieler
- Bengtsson, Kristin (* 1970), schwedische Fußballspielerin
- Bengtsson, Lennart (* 1935), schwedischer Klimatologe und Hochschullehrer
- Bengtsson, Leo (* 1998), schwedischer Fußballspieler
- Bengtsson, Maria (* 1964), schwedische Badmintonspielerin
- Bengtsson, Maria (* 1975), schwedische Opernsängerin (Sopran)Maria Bengtsson (* 1975)

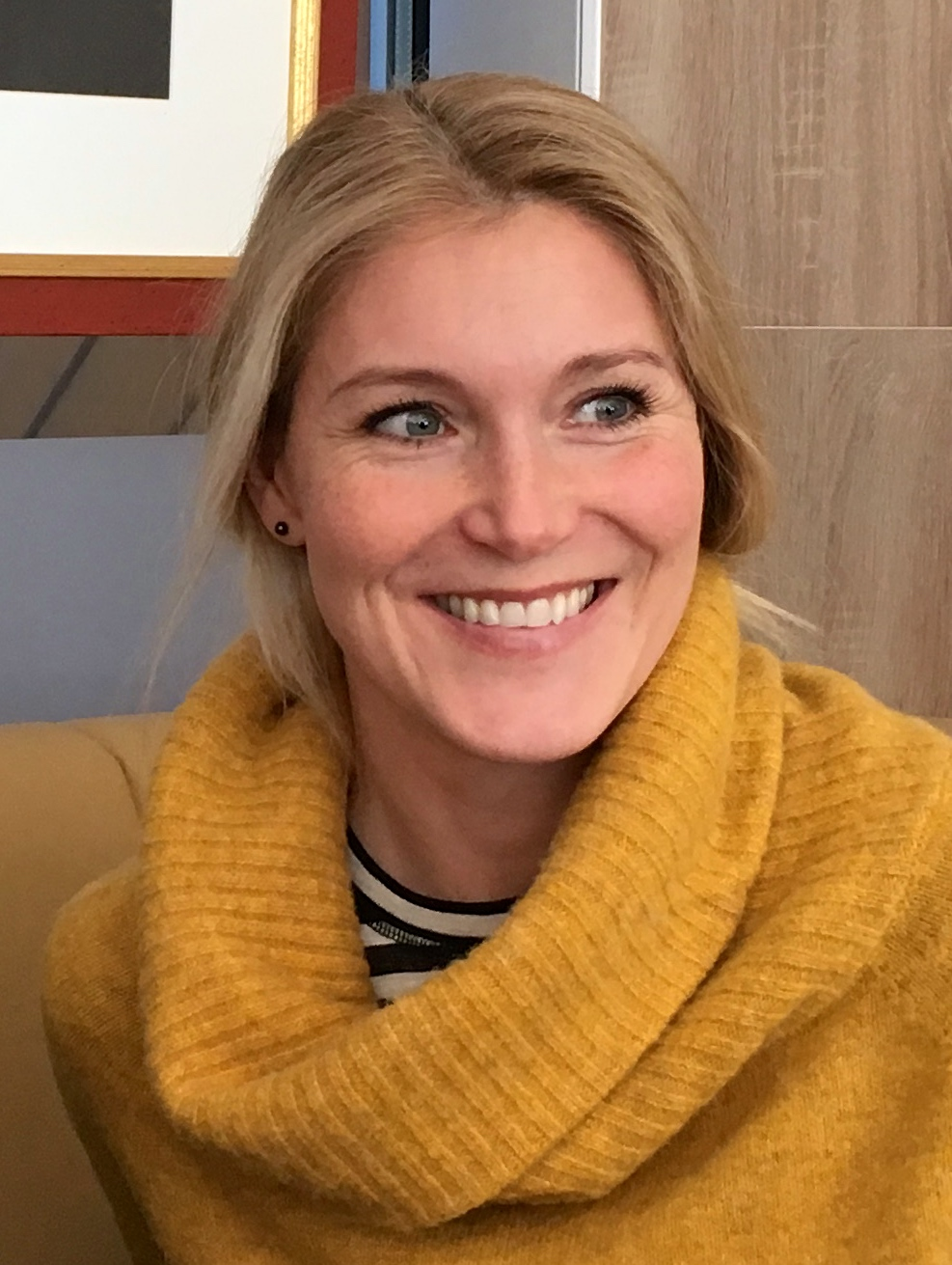
Maria Bengtsson (* 1975)

- Bengtsson, Pär (1922–2007), schwedischer Fußballspieler
- Bengtsson, Per (* 1967), schwedischer Eisschnellläufer
- Bengtsson, Per-Inge (* 1961), schwedischer Kanute
- Bengtsson, Pierre (* 1979), schwedischer Fußballspieler
- Bengtsson, Pierre (* 1988), schwedischer Fußballspieler
- Bengtsson, Rasmus (* 1986), schwedischer Fußballspieler
- Bengtsson, Rasmus (* 1993), schwedischer Eishockeyspieler
- Bengtsson, Robin (* 1990), schwedischer Sänger
- Bengtsson, Rolf-Göran (* 1962), schwedischer Springreiter, Olympiazweiter 2008
- Bengtsson, Stellan (* 1952), schwedischer Tischtennisspieler
- Bengtsson, Sylve (1930–2005), schwedischer Fußballspieler und -trainer
- Bengtsson, Therese (* 1979), schwedische Handballspielerin
- Bengtsson, Thure (1921–2003), schwedischer Radrennfahrer
- Bengtsson, Ulf (1960–2019), schwedischer Tischtennisspieler
- Bengtsson-Bärkroth, Robert (* 1968), schwedischer Fußballspieler und -trainer
- Bengtström, Carl (* 2000), schwedischer Hürdenläufer
- Bengtzing, Linda (* 1974), schwedische Popsängerin

### Bengu
- Bengü (* 1979), türkische Dance- und Pop-Sängerin
- Bengu, Sibusiso (1934–2024), südafrikanischer Hochschullehrer, Diplomat und Politiker
- Benguerel, Xavier (1931–2017), spanischer Komponist
- Benguerich, Karim (* 1971), deutscher Reality-TV-Teilnehmer und Unternehmer
- Bengui, António Lungieki Pedro (* 1973), angolanischer römisch-katholischer Geistlicher, Weihbischof in Luanda
- Benguiat, Ed (1927–2020), US-amerikanischer Typograf und Grafiker
- Benguigui, Jean (* 1944), französischer SchauspielerJean Benguigui (* 1944)

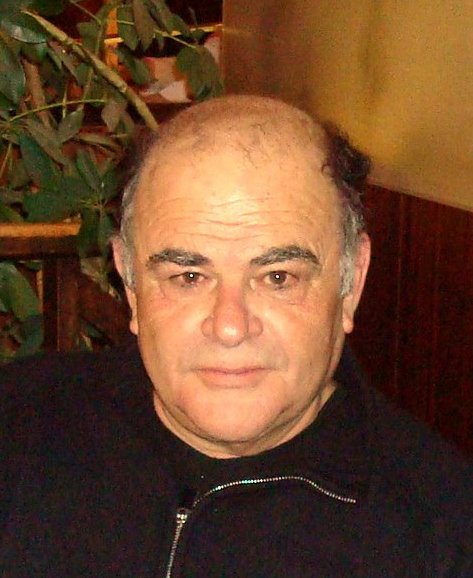
Jean Benguigui (* 1944)

- Benguigui, Valérie (1965–2013), französische Schauspielerin
- Benguigui, Yamina (* 1955), französische Politikerin, Filmregisseurin und -produzentin
- Bengütaş, Sabiha (1904–1992), türkische Bildhauerin

### Bengz
- Bengzon, Cesar (1896–1992), philippinischer Jurist und Richter am Internationalen Gerichtshof